# Phosphila miscellus
Phosphila miscellus är en fjärilsart som beskrevs av Smith 1902. Phosphila miscellus ingår i släktet Phosphila och familjen nattflyn. Inga underarter finns listade i Catalogue of Life.